# Геологія Алжиру
Геологія Алжиру

## Геологічна будова
На території Алжиру виділяються різні за геологічною будовою і металогенністю області — Сахарська (частина стародавньої Африканської платформи) і Атласька (сектор Середземноморського геосинклінального поясу), розділених Атлаським розломом. На півдні Сахарської області виділяється щит Ахаггар (Хоггар), на південному заході — Ель-Еглаб (Регібат). Вони складені кристалічними породами архею, метаморфізованими вулканогенно-уламковими і карбонатними відкладами ниж. протерозою і рифею-венду; в Ахаггарі широко розвинені також геосинклінально-орогенні вулканогенно-осадові відклади, граніти Таурирт (650–500 млн років). Платформний чохол утворений морськими теригенно-карбонатними відкладами рифею-венду (особливо в Регібатському масиві), лагунно-континентальними і морськими відкладами палеозою (потужність 1,2-3,8 км), пісковиками та евапоритами тріасу, глинами і пісковиками юри-неогену. В чохлі Сахарської плити виділяються синеклізи (Тіндуф, Західно- і Східно-Сахарські), розділені підняттям, і зоною Угарта, що являє собою авлакоген, складчастість якого виявилася в кінці карбону. З вулканітами і гранітами рифею-венду пов'язані родов. руд урану, олова, вольфраму, рідкісних металів і золота в Ахаггарі. У синеклізі Тіндуф серед палеозойських глинисто-піщаних відкладів платформного чохла локалізовані найбільші родовища залізних руд, на півдні Ахаггара — перспективні поклади урану. Антикліналі у відкладах чохла на північному зануренні Ахаггара вміщають унікальні поклади нафти (Хассі-Месауд) і газу (Хассі-Рмель).

## ОбластьАтлаських гір
В складчастій Атлаській області розвинені евапорити, гіпсосоленосні глини і червоноколірні уламкові породи тріасу, перекриті морськими теригенно-карбонатними відкладами і карбонатно-теригенним флішем (юра, крейда, палеоген). На півночі неоген представлений морськими вулканогенно-осадовими, глинисто-карбонатними, на півдні — континентальними відкладами. У Тепь-Атласі складчасті породи мезозою-кайнозою (до середнього міоцену включно) утворюють серію переміщених з півночі на південь тектонічних покривал (шар'яжів). На півдні від Тель-Атласу розташований платформний блок Високих плато (Оранська месета), де складчастий герцинський фундамент перекритий малопотужним слабкодеформованим чохлом мезозою-кайнозою. У горстах оголюються теригенні і вулканогенно-сланцеві породи палеозою, зім'яті і прорвані герцинськими гранітоїдами.
На півдні від Високих плато знаходиться помірно складчаста зона Сахарського Атласу, сформована на місці мезозойського прогину. Поздовжні та поперечні розломи зумовлюють розміщення вулканітів, евапоритових діапірів і найважливіших рудоносних зон з родовищами руд чорних і кольорових металів в Атлаській області. У Північному Алжирі з породами мезозою-кайнозою пов'язані родовища руд заліза, цинку, свинцю, міді, стибію, ртуті і різноманітних видів неметалічної сировини.

## Сейсмічність Алжиру
Див. також Сейсмічність Алжиру
Сейсмічність. Територія Алжиру характеризується високою сейсмічністю, яка пов'язана з глибинними переміщеннями мас по розломах і шар'яжах в різних зонах Північного Алжиру. За даними науковців, у різних районах Алжиру щомісяця реєструють до 60 підземних поштовхів силою від 4 до 5 балів за шкалою Ріхтера. Найбільш сейсмічним є Тель-Атлас (6-7 балів).